# Адольф Мушг
Фридріх Адольф Мушг (нім. Friedrich Adolf Muschg; 13 травня 1934, Цоллікон, Цюрих (кантон) — швейцарський поет, прозаїк, літературознавець.

## Біографія
З 1946 до 1953 року Адольф Мушг відвідував гімназію в Цюриху. Одержавши матуру в літературній гімназії Ремібюль він вступив до Цюрихського університету. В Цюрихському і Кембриджському уінверситетах він вивчав німецьку та англійську літератури, а також філософію. Захистив докторську дисертацію, присвячену Ернстові Барлаху.
У 1959–1962 роках Мушг обіймав посаду професора Цурихського університету. Згодом він був професором в Геттінгенському університеті та гостовим професором у США та Японії. У 1970–1999 роках Мушг був професором у Федеральній вищій технічній школі Цюриха
1994 року Адольф Мушг одержав престижну Премію Бюхнера.
Його приватний архів зберігається в Швейцарському літературному архіві в Берні.

### Іпохондрія
З раннього віку Мушг страждає на гостру форму іпохондрії. Якось він наполіг на операції на мозку з метою видалення пухлини, якої там не було. Іншого разу він терміново вилетів зі США до Цюриха, бо вважав, що йому потрібно терміново зробити операцію з видалення апендициту.
Тема іпохондрії з'являється и деяких творах Мушга, наприклад в оповіданні «Ваш шановний брат» (Ihr Herr Bruder). У п'єсі «Румпельштільц» (Rumpelstilz, прем'єра 1968 року) головний герой, професор гімназії Віктор Лой мав проблеми з ковтанням, які він інтерпретував, як ознаки раку горла.

## Твори
- Im Sommer des Hasen, 1965
- Gegenzauber, 1967
- Fremdkörper, 1968
- Rumpelstilz. Ein kleinbürgerliches Trauerspiel, 1968
- Mitgespielt, 1969
- Papierwände, 1970
- Die Aufgeregten von Goethe. Ein politisches Drama, 1971
- Liebesgeschichten, 1972 (2005/2006 aufgenommen in der Schweizer Bibliothek)
- Albissers Grund, Kriminalroman, 1974
- Entfernte Bekannte, 1976
- Kellers Abend. Ein Stück aus dem 19. Jahrhundert, 1976
- Noch ein Wunsch, 1979
- Baiyun oder die Freundschaftsgesellschaft, 1980
- Leib und Leben, 1982
- Das Licht und der Schlüssel. Erziehungsroman eines Vampirs, 1984, Suhrcamp, Frankfurt a. M., ISBN 978-3-518-39329-1[7]
- Goethe als Emigrant, 1986
- Der Turmhahn und andere Liebesgeschichten, 1987
- Der Rote Ritter. Eine Geschichte von Parzival, 1993
- Herr, was fehlt Euch? Zusprüche und Nachreden aus dem Sprechzimmer des heiligen Grals, 1994
- Nur ausziehen wollte sie sich nicht, 1995
- Die Insel, die Kolumbus nicht gefunden hat. Sieben Gesichter Japans, 1995
- O mein Heimatland!, 1998
- Sutters Glück, 2001
- Das gefangene Lächeln. Eine Erzählung, 2002
- Gehen kann ich allein und andere Liebesgeschichten. Suhrkamp, Frankfurt a. M. 2003, ISBN 3-518-41462-3
- Der Schein trügt nicht. Über Goethe. Insel-Verlag, Frankfurt a. M. u. Leipzig 2004, ISBN 3-458-17201-7
- Eikan, du bist spät. Suhrkamp, Frankfurt a. M. 2005, ISBN 3-518-41669-3
- Wenn es ein Glück ist. Liebesgeschichten aus vier Jahrzehnten, Suhrkamp, Frankfurt a. M. 2008, ISBN 978-3-518-41957-1
- Kinderhochzeit, Roman. Suhrkamp, Frankfurt a. M. 2008, ISBN 978-3-518-42032-4
- Sax. Roman. C. H. Beck Verlag, München 2010, ISBN 978-3-406-60517-8
- Löwenstern. Roman. C. H. Beck Verlag, München 2012, ISBN 978-3-406-63951-7
- Im Erlebensfall. Versuche und Reden 2002—2013. C. H. Beck Verlag, München 2014, ISBN 978-3-406-65956-0
- Die japanische Tasche. Roman. C. H. Beck Verlag, München 2015, ISBN 978-3-406-68201-8
- Der weiße Freitag. Erzählung vom Entgegenkommen. C. H. Beck Verlag, München 2017, ISBN 978-3-406-70621-9[8]
- Heimkehr nach Fukushima. Roman. C. H. Beck Verlag, München 2018, ISBN 978-3-406-72702-3

Есеїстика
- Gottfried Keller, Biographie, 1977
- Literatur als Therapie? Ein Exkurs über das Heilsame und das Unheilbare. Frankfurter Vorlesungen, 1981
- Zeichenverschiebung, Über japanische Lebens- und Denkart, 1991
- Wenn Auschwitz in der Schweiz liegt, 1997
- Was ist europäisch? Reden für einen gastlichen Erdteil, 2005